# آرلی دیناس
آرلی دیناس (اسپانیایی: Arley Dinas‎؛ زادهٔ ۱۶ مهٔ ۱۹۷۴) بازیکن فوتبال اهل کلمبیا است.
از باشگاه‌هایی که در آن بازی کرده‌است می‌توان به باشگاه فوتبال بوکا جونیورز و باشگاه ورزشی دیپورتیوو کالی اشاره کرد.